# Marie Louis de Vaujuas-Langan
Pour les articles homonymes, voir Vaujuas-Langan.
 (novembre 2024).
Marie Louis François Treton de Vaujuas-Langan, né le 19 janvier 1806 à Laval (Mayenne) et mort le 16 mai 1864 à Bourgneuf-la-Forêt (Mayenne) est un homme politique français, conseiller général (1848) et député de la Mayenne (1849-1851).

## Biographie

### Famille

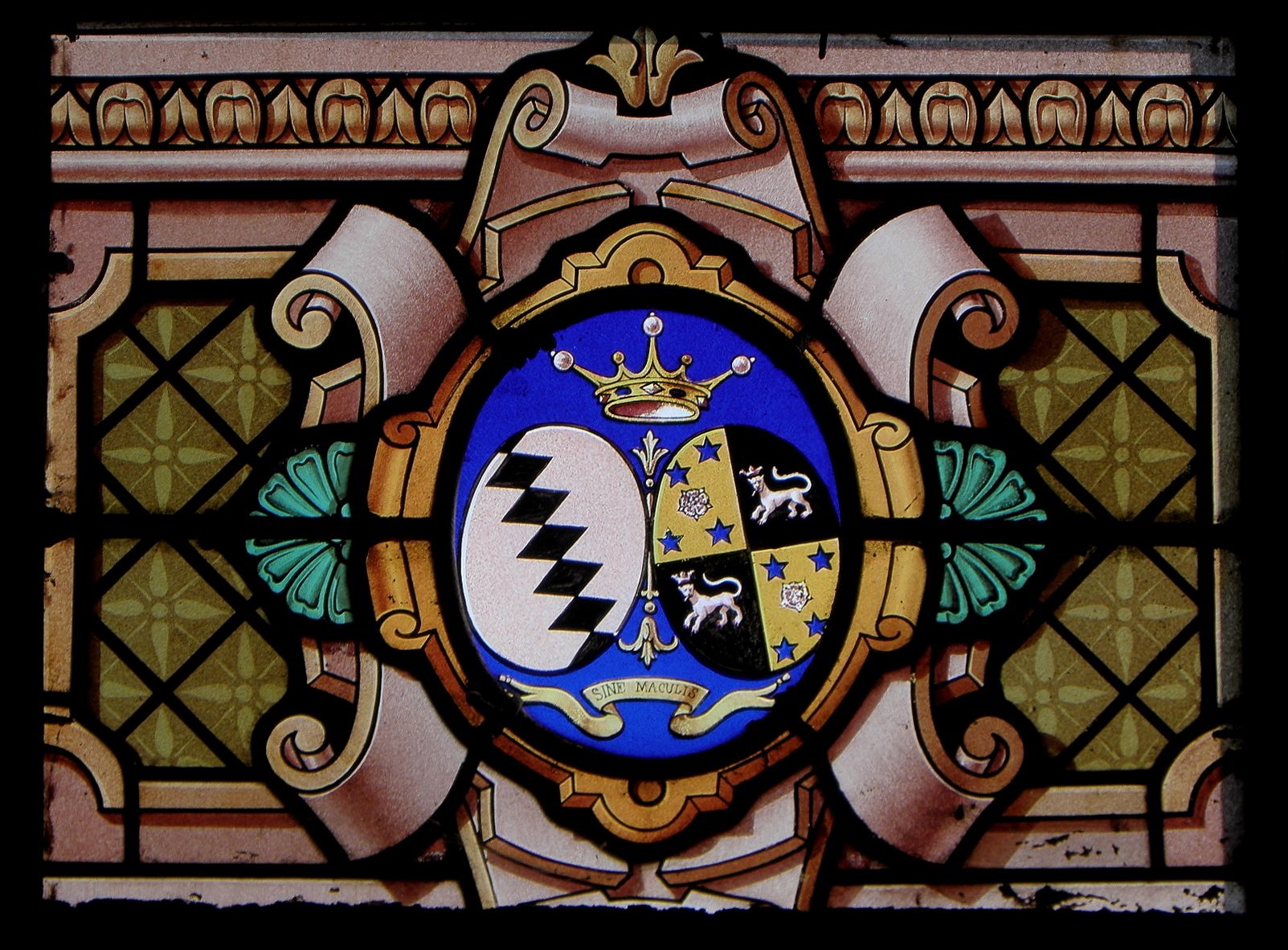
Armes d'alliance des familles Le Bouteiller et Tréton de Vaujuas de Langan à l'église Saint-Martin de Fleurigné

Membre de la famille Treton de Vaujuas-Langan, il est le fils de Jacques-François-René Treton de Vaujuas et d'Émilie-Charlotte de Langan du Boisfévrier. Il a pour frère Camille Treton de Vaujuas-Langan, marié en 1834 à Sophie Aubin de La Messuzière.
Il épouse en 1829 Aimée-Charlotte de Bailly dont il eut Henri de Vaujuas-Langan (1830-1907), conseiller général et député de La Mayenne, marié en 1861 à Marie-Anne-Adélaïde-Siméon-Stylite Sioc’han de Kersabiec; Joseph-Jean, marié en 1867 à Alix-Marie-Victoire du Plessis d’Argentré, sans postérité ; et Charles, marié en 1867 à sa cousine Émilie Tréton de Vaujuas-Langan.

### Carrière politique
Élève du collège de Saint-Acheul, il est en 1828 le promoteur de la protestation contre l'expulsion des Jésuites.
Propriétaire terrien, il habita le château de Fresnay, au Bourgneuf. Il est emprisonné en 1832 pour participation à la Chouannerie de 1832.
Maire du Bourgneuf-la-Forêt, il devint conseiller général  du canton de Loiron en 1848. Il est président du conseil général de la Mayenne. Il est élu aux élections législatives de 1849. Il est député de la Mayenne de 1849 à 1851, siégeant à droite avec les monarchistes. Partisan d'Henri d'Artois, aux Ultraroyalistes qui le traitaient de modéré, il répondait en 1849 qu'il voulait l'union de toutes les forces honnêtes contre la Révolution. 
L'empereur Napoléon III le fait enfermer à Vincennes après le coup d'État du 2 décembre 1851. Il échoue aux élections législatives de 1852 dans la Mayenne.
Par ordonnance du 31 mars 1843, Marie-Louis-François Treton de Vaujuas et son frère Marie-Camille-Joseph Treton de Vaujuas sont autorisés à ajouter à leurs noms patronymiques celui de de Langan, qui est le nom de leur mère, et à s'appeler à l'avenir Treton de Vaujuas de Langan,.
Il meurt le 16 mai 1864. L'abbé Angot indique que son portrait est dans la collection des députés de 1849.